# نیروهای دفاعی کرواسی
نیروهای دفاعی کرواسی (کرواتی: Hrvatske obrambene snage) یکی از نیروهای شبه‌نظامی در جریان جنگ استقلال کرواسی بود.
نیروهای مستقر در کرواسی بعدها با ارتش کرواسی و نیروهای مستقر در بوسنی و هرزگوین با ارتش جمهوری بوسنی و هرزگوین ادغام شدند.آخرین واحد از این نیروها در ۵ آوریل ۱۹۹۳ در مرکز بوسنی منحل شد.

## نگارخانه

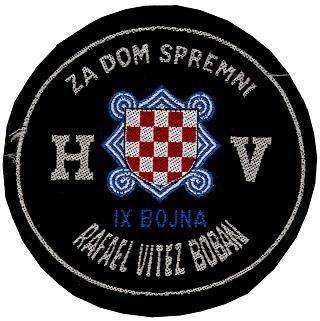
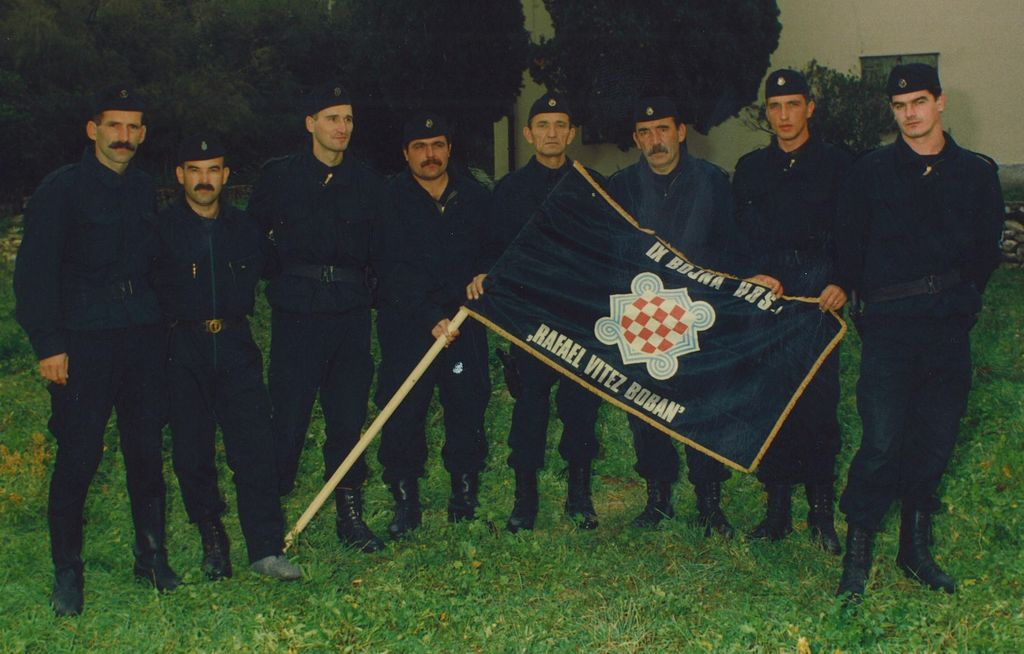